# Capitale-Nationale
Capitale-Nationale is een van de 17 administratieve regio's van de provincie Québec in Canada. Hoofdstad is Québec. De regio is verder verdeeld in zes regionale graafschapgemeentes (municipalités régionales de comté), 4 gemeentes en een First Nationsreservaat, Wendake. De regio heeft 729.997 inwoners (2016) op 18.638,7 km², ofwel 38,8 inwoners per km². De regio is Franstalig met een zeer kleine Engelstalige minderheid. 